# Guilherme Parede
Guilherme Parede Pinheiro (Nova Andradina, Mato Grosso del Sur, Brasil, 19 de septiembre de 1995) es un futbolista brasileño que juega en Vila Nova, en el Campeonato Brasileiro - Série B.

## Trayectoria

### Coritiba
Rápidamente llamó la atención con las inferiores del Operário Ferroviário y fue adquirido por el Coritiba, equipo en el que el jugador también dio el salto al equipo profesional. El 28 de agosto de 2015 debutó con el Coritiba en el partido de la Copa de Brasil contra el Grêmio. En el Brasileirão, había sido parte del equipo durante cinco días en el juego contra el Chapecoense, pero aún no se había utilizado. Guilherme hizo su debut en la liga en la temporada 2015 el 6 de septiembre. En el partido contra el Avaí, jugó desde el principio hasta el minuto 54. Durante el resto de la temporada, siempre estuvo en el equipo y tuvo cuatro apariciones más.

#### → J. Malucelli Futebol
Al comienzo de la temporada, Guilherme fue prestado al J. Malucelli Futebol por un año para disputar el Campeonato Paranaense.

#### → Ypiranga de Erechim
El jugador cambió de nuevo, pues fue prestado al Ypiranga de Erechim. Con este apareció en once partidos en la Serie C sucesivamente. Después de que terminó la temporada, regresó al Coritiba, donde tenía un contrato hasta fines de 2018. El contrato fue renovado en octubre del año hasta diciembre de 2021.

#### → Inter de Porto Alegre
En diciembre se supo que Guilherme sería prestado al Inter de Porto Alegre por un año. En el Inter jugó 46 partidos y marcó 5 goles (3 por el Campeonato Brasileño Série A y 2 por el Campeonato Gaúcho) y 2 asistencias.

### Talleres de Córdoba
El 31 de enero de 2020 se oficializa la incorporación de Parede como segundo refuerzo de Talleres de Córdoba tras la previa contratación del colombiano Rafael Enrique Pérez. Solo dos días después de su llegada a la Argentina debuta en la Fecha 18 al sustituir a Leonardo Godoy en la derrota 1-2 ante Boca Juniors.

### → Vila Nova
Luego de estar cedido en todo el 2022 en Juventude, recalo en Vila Nova, del Campeonato Brasileño de Serie B, nuevamente cedido hasta diciembre del 2023.

### → Kashima Antlers
Luego de una temporada en Vila Nova, fue prestado al Kashima Antlers de Japón para el año de 2024, disputando solamente 16 partidos, sin marcar goles ni asistencias.

### Vila Nova
Tras su paso en Japón, el jugador vuelve al Vila Nova para disputar la temporada 2025 en el club rojiblanco y firmó un contracto hasta el final de 2026.

## Clubes
| Club                            | País                | Año       |
| ------------------------------- | ------------------- | --------- |
| Coritiba                        | Brasil              | 2015-2016 |
| J. Malucelli Futebol (préstamo) | Brasil              | 2017      |
| Ypiranga de Erechim (préstamo)  | Brasil              | 2017      |
| Coritiba                        | Brasil              | 2018      |
| S. C. Internacional (préstamo)  | Brasil              | 2019      |
| Coritiba                        | Brasil              | 2019      |
| Talleres de Córdoba             | Argentina           | 2020      |
| C. R. Vasco da Gama (préstamo)  | Brasil              | 2020      |
| Talleres de Córdoba             | Argentina           | 2020-2021 |
| E. C. Juventude (préstamo)      | Brasil              | 2022      |
| Vila Nova F. C. (préstamo)      | Brasil              | 2023      |
| Kashima Antlers (préstamo)      | Japón               | 2024      |
| Vila Nova F. C.                 | [[Brasil\| Brasil]] | 2025-act. |